# Чёрный лебедь
Чёрный лебедь (лат. Cygnus atratus) — птица из рода лебедей (Cygnus) семейства утиных (Anatidae). Вид был открыт в Австралии в районе города Перт, в 1697 году, когда был упомянут голландским путешественником Виллем де Вламинком. Чёрный лебедь — эндемик для Австралии и Тасмании, является единственным видом лебедей пятого материка. В 1864 году завезён в Новую Зеландию.

## Внешность
Взрослые особи достигают роста от 110 до 140 см и являются немного меньшими, чем лебедь-шипун, а их масса может достигать 10 кг. Шея чёрного лебедя наиболее длинная среди лебедей, благодаря 32 шейным позвонкам он может охотиться под водой в более глубоких водоёмах.
В полёте шея составляет больше половины всей длины птицы. Оперение и ноги чёрного цвета, белыми являются лишь отдельные перья, спрятанные в глубине. На краях крыльев у чёрных лебедей кудрявые перья. Клюв светящегося красного цвета и украшен белым кольцом у края. Цвет глаз варьирует между оранжевым и светло-коричневым.

## Голос
В отличие от лебедей-шипунов, у чёрных лебедей есть голос, которым они друг друга приветствуют, сопровождая это поднятием и опусканием головы. Иногда они выплывают на середину озера, кладут голову на воду и долго трубят, зовя сородичей или просто выражая недовольство.

## Распространение
Чёрный лебедь встречается во всех частях Австралии и на Тасмании. В середине XIX века его завезли в Новую Зеландию, где он быстро прижился. В Европе и Северной Америке его иногда содержат в городских парках и заповедниках. Чёрный лебедь предпочитает неглубокие водоёмы с пресной водой. Вне брачных периодов его иногда можно встретить и у берегов рек. В настоящее время существованию чёрного лебедя в мире ничего не угрожает, а численность мировой популяции лебедя, по оценкам МСОП, составляет от 100 000 до одного миллиона взрослых особей.

## Образ жизни

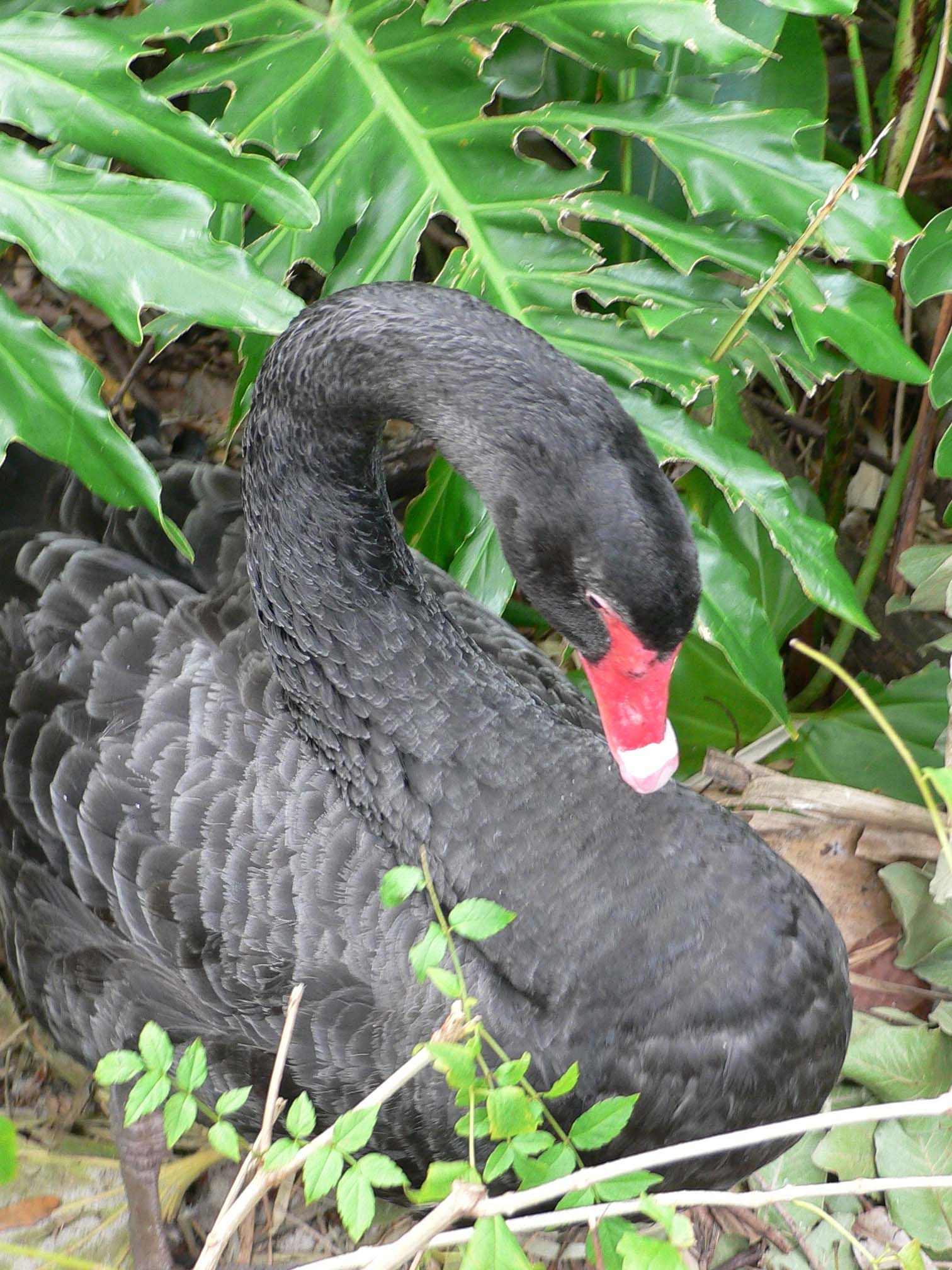
Чёрный лебедь чистит перья

В отличие от многих водных птиц и других видов лебедей, чёрный лебедь не является перелётной птицей. Тем не менее он очень мобильный и даже относительно небольшие помехи, такие как продолжительный шум, могут заставить изменить место пребывания. Новое место, однако, располагается обычно не дальше чем в 100 км от старого. Чёрные лебеди в большинстве случаев проводят всю жизнь примерно в том же регионе, где родились и выросли, реагируя на изменения уровня воды. Молодые самцы пытаются помешать другим самцам поселиться в своём ареале. В засушливые годы множество лебедей собирается на побережьях Австралии, в охраняемых лагунах и бухтах. Интересная особенность лебедя: в высиживании яиц принимает участие самец, однако на ночь эту обязанность всегда принимает самка.

## Питание
Чёрные лебеди питаются преимущественно водными растениями и мелкими водорослями, не брезгуют также зерном, например пшеницей или кукурузой. Иногда они ощипывают листья со свисающих к воде ветвей плакучих ив или же прибрежные травы.

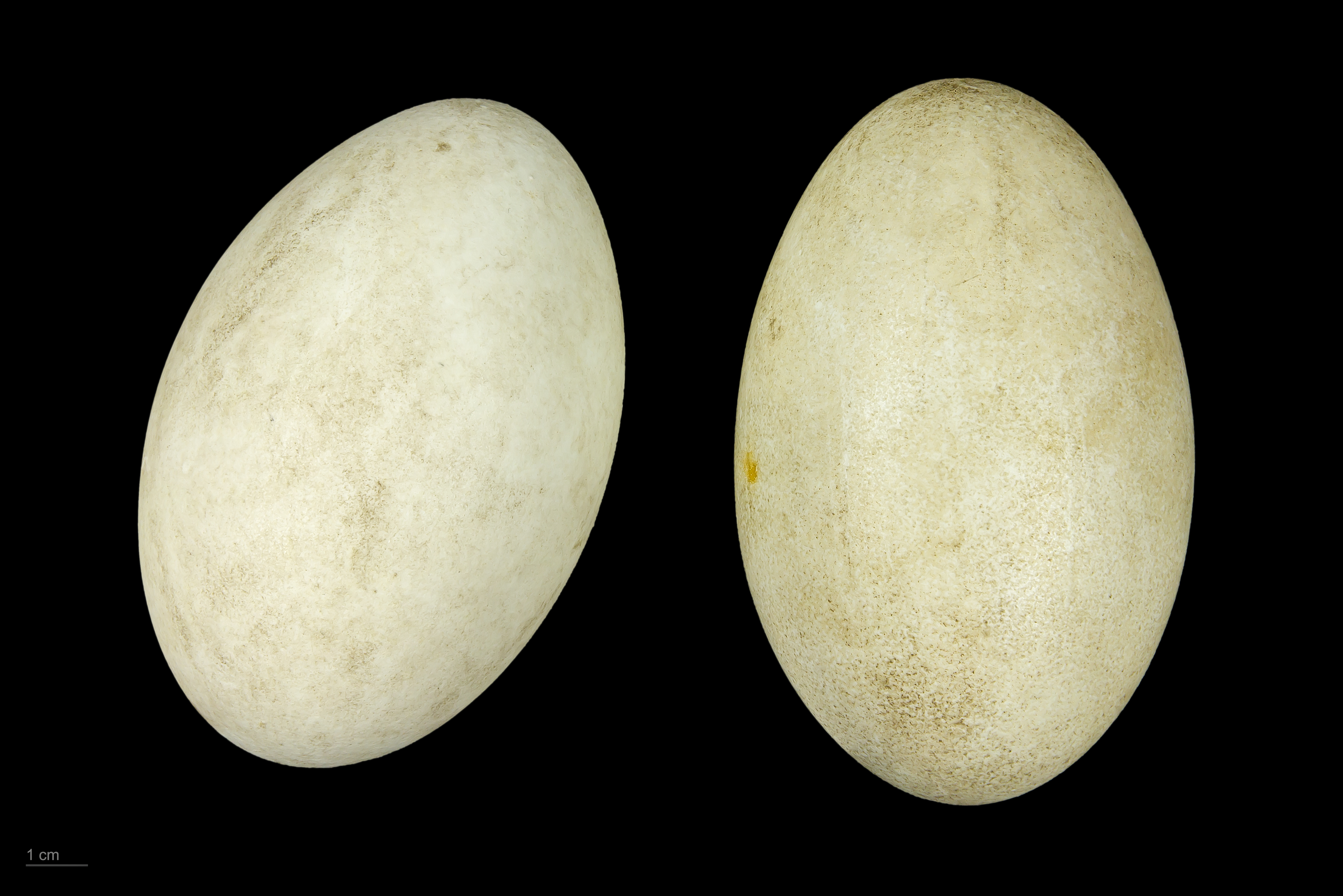
Яйца Cygnus atratus — Тулузский музей

## Размножение

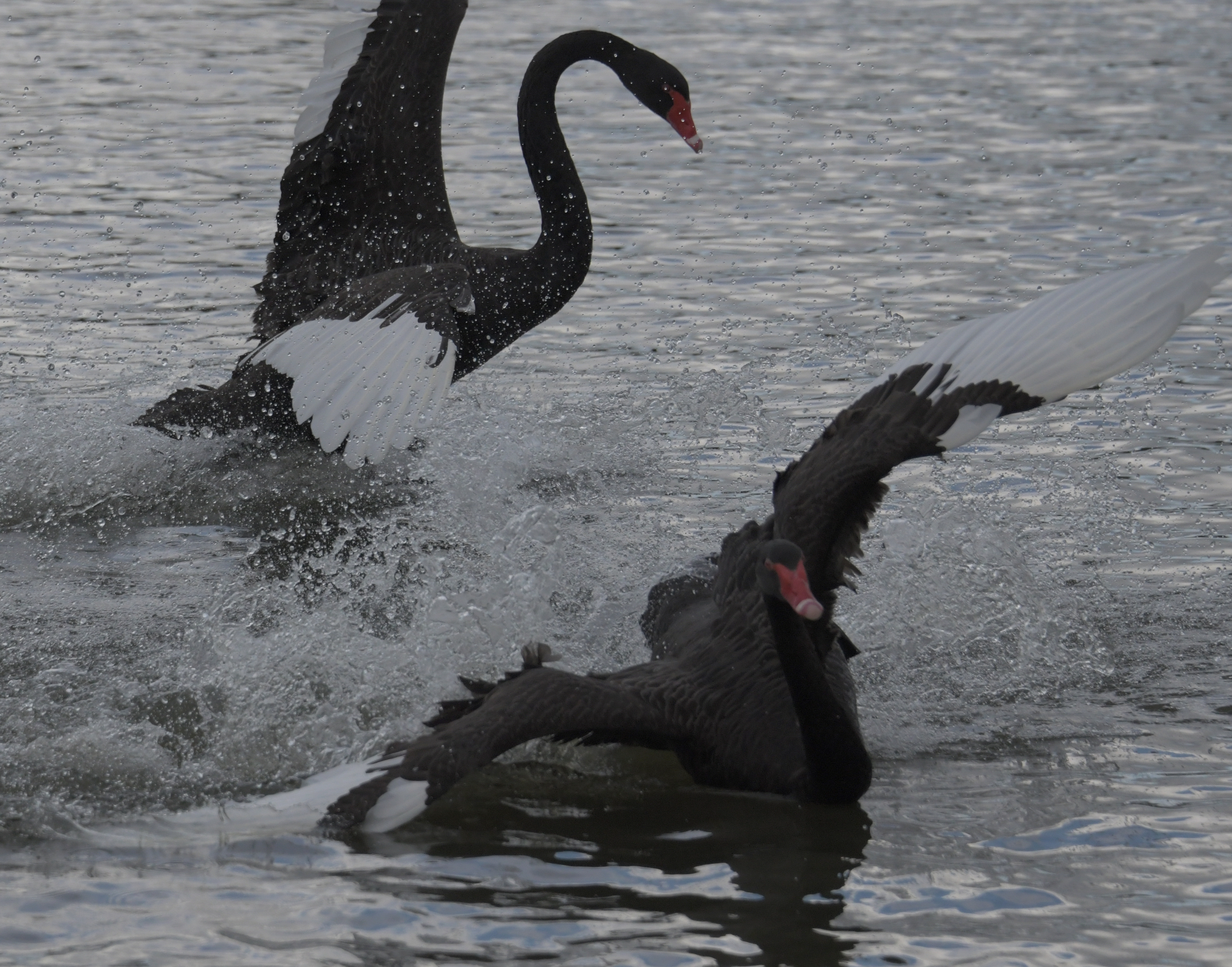
Драка лебедей

Брачные периоды варьируют в зависимости от региона и типичных для него ежегодных циклов высокого уровня воды. Тем не менее привезённые в Европу чёрные лебеди иногда сохраняют свой старый австралийский ритм и выводят своих птенцов нередко и зимой. Как правило, чёрные лебеди гнездятся в колониях, строя крупное холмообразное гнездо на каком-либо мелководье. Из года в год они могут повторно пользоваться одним и тем же гнездом, подправив его, насколько это необходимо. Как и другие лебеди, чёрный лебедь — крайне преданная птица и не меняет своих партнёров. Оба родителя участвуют в строительстве гнезда и заботе о потомстве. 

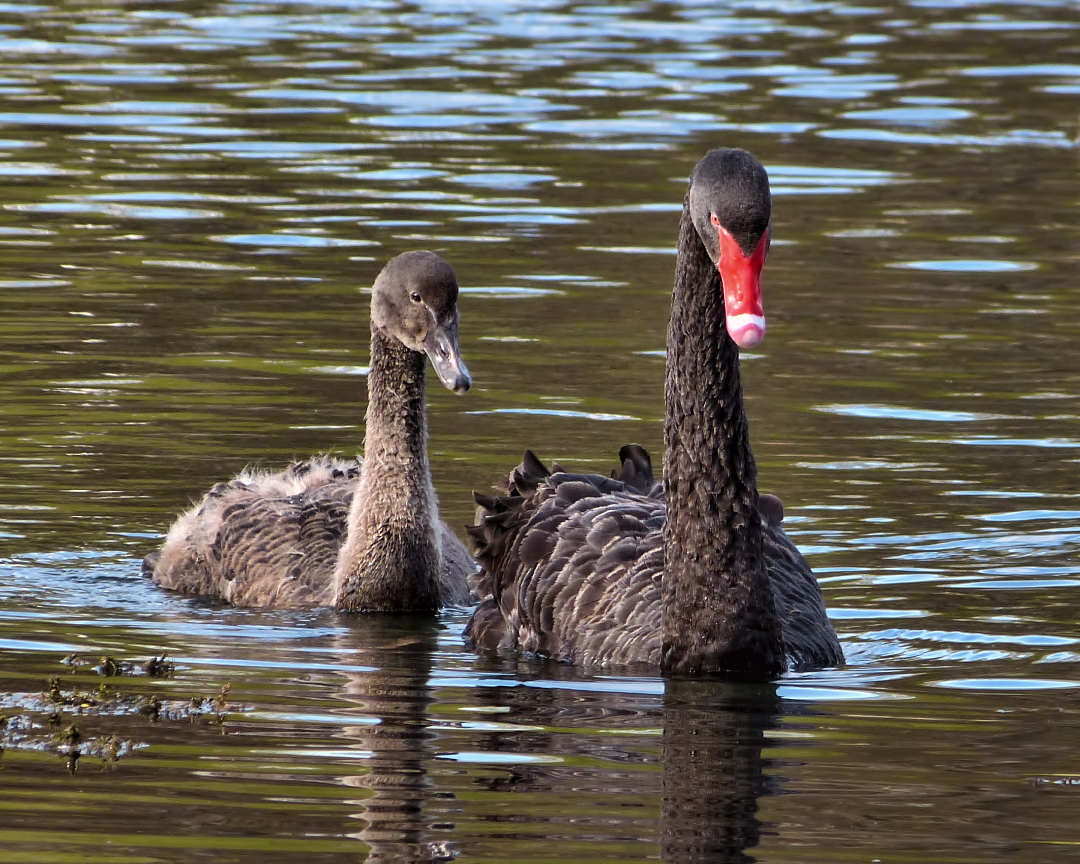
Взрослый и молодой лебеди

Самка откладывает от четырёх до восьми зеленоватых, неприятно пахнущих яиц, которые впоследствии поочерёдно высиживают оба родителя на протяжении шести недель. Самцы плохо справляются с этой задачей, так как часто забывают переворачивать яйца клювом или же садятся мимо яиц. Самцы и самки совместно заботятся о птенцах, которые спустя пять месяцев после рождения учатся летать. Половая зрелость приходит в возрасте от двух с половиной до трёх лет, после этого самцы становятся довольно агрессивными, особенно в неволе.

## Культурные аспекты
Первым из европейцев чёрных лебедей Австралии упоминает в 1697 году путешественник Виллем де Вламинк, назвавший реку, где они были замечены, рекой лебедей, или Суон. Сообщения о чёрных лебедях были подтверждены в 1726 году, когда в Батавию доставили двух особей, пойманных на острове Дерк-Хартог.
Чёрный лебедь ныне считается символом Западной Австралии, он изображён на флаге и гербе этого штата. Образ чёрного лебедя можно встретить также на марках и гербах четырёх городов на востоке Австралии.
Главный герой рассказа «Чёрные лебеди» (1930) Газданова рисует себе образ Австралии как страны антиподов — недосягаемого рая изящных чёрных лебедей, где жизнь совсем иная, чем в Европе: «И он говорил о небе, покрытом могучими чёрными крыльями, — это какая-то другая история мира, это возможность иного понимания всего, что существует».